# Chic

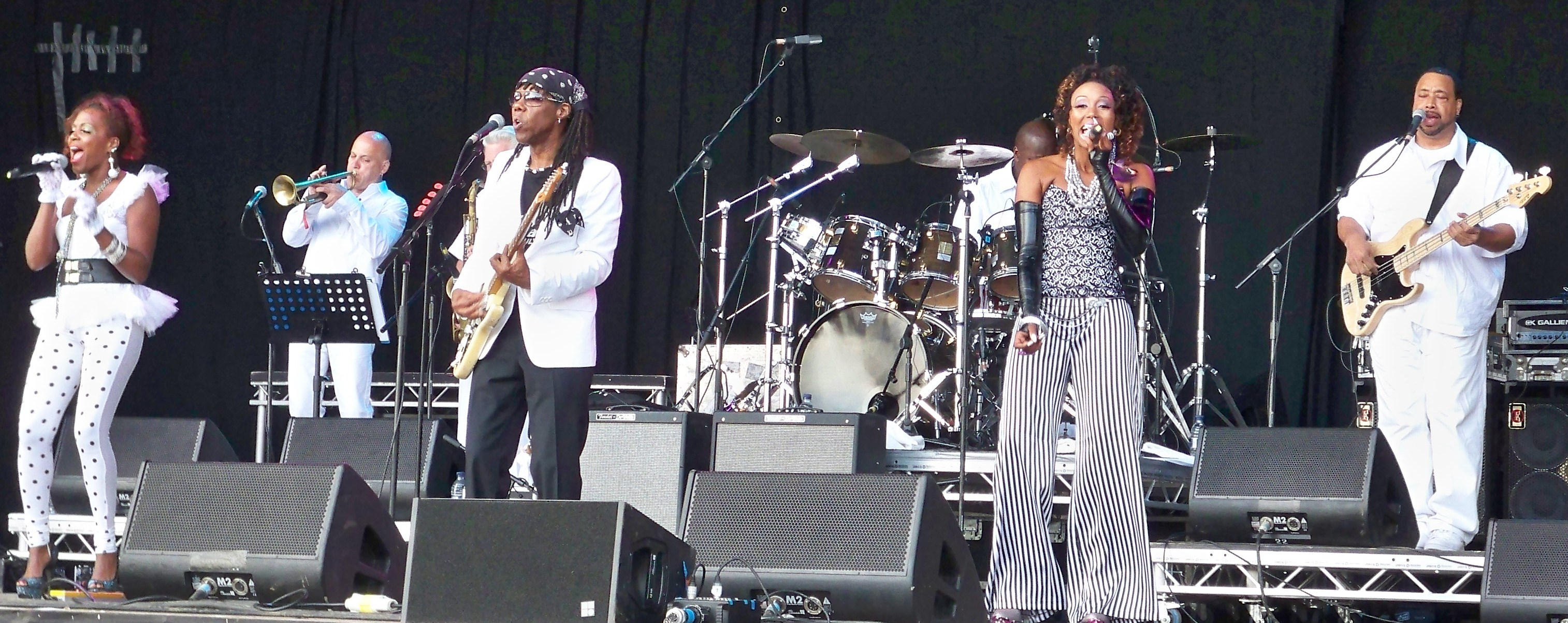
Chic

Chic (soms geschreven als CHIC) is een Amerikaanse disco/funkband die in 1976 werd gevormd door gitarist Nile Rodgers en bassist Bernard Edwards. Chic is vooral bekend geworden door hun discosongs, waaronder Dance, dance, dance (Yowsah, yowsah, yowsah) (1977), Everybody Dance (1977), Le Freak (1978), I want your love (1978), Good Times (1979) en My forbidden lover (1979).

## Biografie

### 1976-1978: Ontstaan en eerste samenstellingen
De gitarist Nile Rodgers en basgitarist Bernard Edwards ontmoetten elkaar in 1970. Al snel vormden ze een rockband, The Boys geheten (later The Big Apple Band). Ondanks veel interesse voor hun vroege demo's kregen ze geen platencontract. Platenmaatschappijen haakten af zodra ze erachter kwamen dat de bandleden zwart waren; in die dagen werden zwarte artiesten niet geacht rockmuziek te spelen.
Onverschrokken gingen Edwards en Rodgers door. In 1977 werd Tony Thompson, voormalig drummer van Labelle en Extacy, Passion & Pain, gevraagd om deel uit te gaan maken van de band. Een tijdlang speelden ze als trio voornamelijk covers op kleine optredens. Tot enige tijd later Norma Jean Wright zangeres van de band werd. Zij zong vanaf dat moment op de demotapes en op alle nummers van het later dat jaar verschenen eerste album (simpelweg "Chic" geheten).
Het debuutalbum en de singles Dance Dance Dance en Everybody Dance werden onmiddellijk een succes en Chic trad op als kwartet tot februari 1978. Rodgers en Edwards dachten dat een tweede zangeres zowel visueel als geluidstechnisch beter zou zijn voor de liveoptredens en op suggestie van Wright werd haar vriendin Luci Martin in de vroege lente van 1978 lid van de band.
Meteen na de sessies voor hun debuutalbum werkte Chic aan Norma Jean Wrights eerste soloalbum. Dit werd uitgebracht in 1978 en het nummer Saturday werd een hit in de clubs. Het soloproject was bedoeld om naast haar Chicwerk te doen, maar contractproblemen (Wrights soloalbum was uitgebracht voor een ander platenlabel) noopten haar de band te verlaten.

### 1978-1979: Le Freak en Good Times
Tegen het einde van 1978 bracht de band het album C'est CHIC uit, met daarop het nummer Le Freak. Dit nummer werd als single uitgebracht en was een enorm succes. Het haalde de eerste plaats in de Amerikaanse hitlijsten en er werden meer dan zes miljoen exemplaren van verkocht.
Het daaropvolgende jaar bracht de groep het album Risqué uit en de single Good Times, een van de belangrijkste singles uit die tijd. Samples van het nummer werden onder meer gebruikt door Grandmaster Flash in "Adventures on the Wheels of Steel" en door de Sugarhill Gang in hun single "Rapper's Delight", die de doorbraak van de hiphop betekende. Het nummer is later nog talloze malen gesampled door diverse hiphop- en danceacts.
Tegelijkertijd componeerden, arrangeerden en produceerden Edwards en Rodgers vele invloedrijke disco- en r&b-platen voor andere artiesten, onder meer Sister Sledge, Sheila and B. Devotion, Diana Ross en Debbie Harry.

### 1980-heden: Opheffing en andere projecten

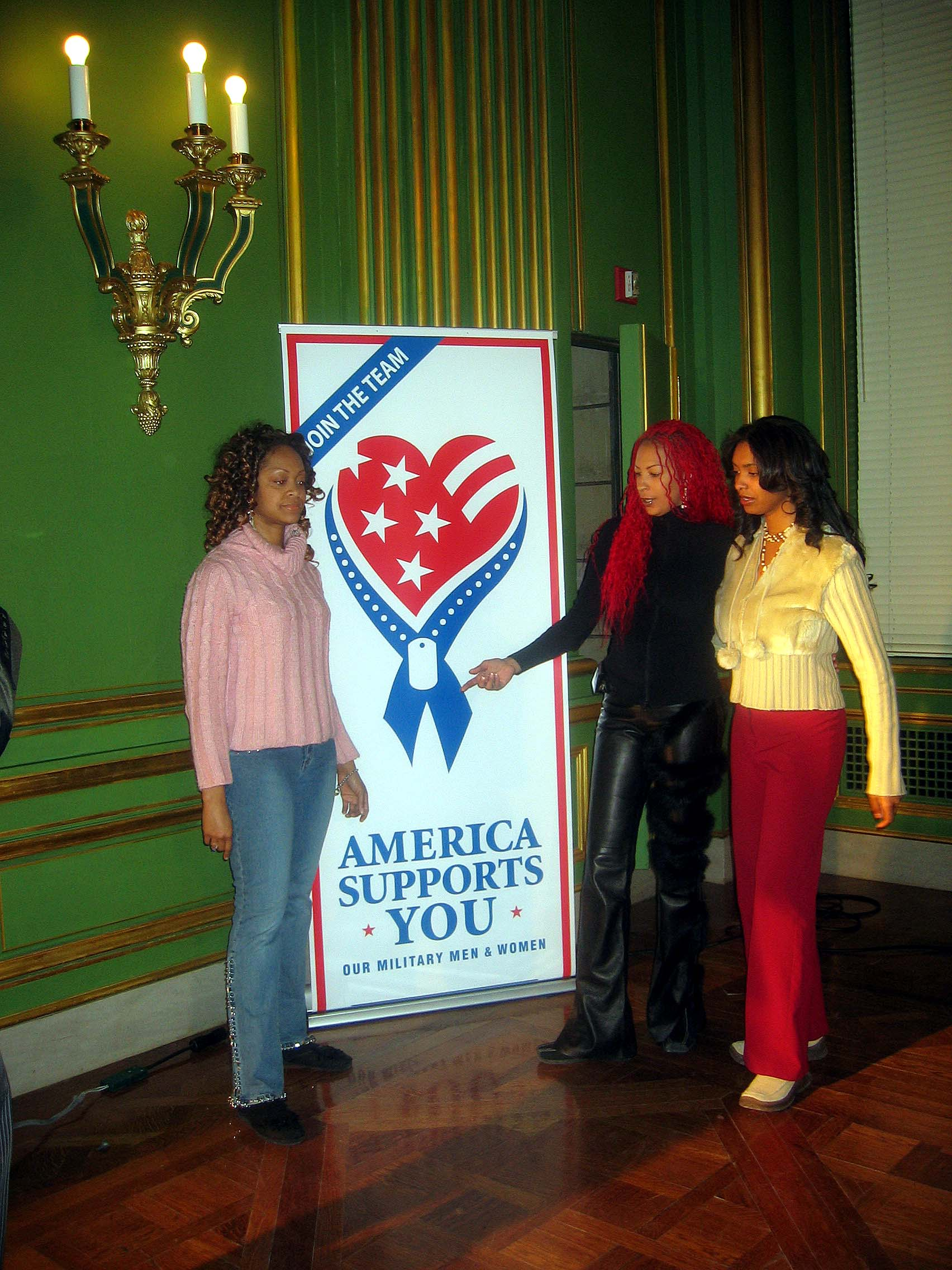
Leden van Chic

Aan het begin van de jaren 80 was Chic op het hoogtepunt van haar roem maar maakte de sterke opkomst van de door de (voornamelijk blanke) platenindustrie aangewakkerde "Disco sucks" beweging in rap tempo een einde aan de lucratieve markt voor hun muziek. Als gevolg hiervan werden nieuwe nummers van de band steeds minder uitgezonden op de radio en daalden de verkopen hard. Rodgers en Edwards, altijd al politiek geëngageerd geweest, verbitterden hierdoor, hetgeen o.a. ook tot uitdrukking kwam in hun songteksten. De technische ontwikkelingen in de muziekindustrie, zoals de opkomst van drumcomputers en synthesizers, verdeelde hen verder. Rodgers was fanatiek geïnteresseerd in al deze nieuwe mogelijkheden, terwijl Edwards meer van de klassieke school was en wilde blijven. Hoewel de band nog diverse albums maakte groeiden Rodgers en Edwards steeds verder uit elkaar en besloten in 1984 uiteindelijk een punt achter Chic te zetten. Dit besluit was mede het gevolg van het feit dat beiden in korte tijd zeer succesvol werden als soloproducers.
Rodgers en Edwards produceerden afzonderlijk platen voor een groot aantal artiesten. Zo was Rodgers in 1983 de producent van David Bowies zeer succesvolle album Let's Dance en Madonna's doorbraakalbum Like a Virgin (1984). Edwards produceerde in 1985 het album van de supergroep The Power Station, waarin Thompson drumde en die verder gevormd werd door Duran Duran-leden John Taylor en Andy Taylor en zanger Robert Palmer (wiens soloalbum Riptide het volgende jaar ook door Edwards geproduceerd zou worden). Tevens was hij de man achter de Duran Duran-single A View To A Kill, het thema van de gelijknamige James Bondfilm. Ook Rodgers werkte met Duran Duran. Hij produceerde voor hen het album "Notorious" (1986) en speelde ook gitaar op dit album. Rodgers en Edwards bleven door de jaren heen bevriend, maar hun beider successen als producers zorgden ook voor toenemende rivaliteit. Desondanks vroegen ze elkaar regelmatig om mee te spelen op hun grote producties. Zo speelt Edwards bas op 4 tracks op Madonna's album "Like a Virgin". Beide producers bleven ook veelvuldig werken met Chic-drummer Tony Thompson, die in 1984 zelfs mee op tournee ging met David Bowie.
Na een verjaardagsfeest in 1992, waar Rodgers, Edwards, Paul Shaffer en Anton Fig oude Chicnummers speelden voor een dolenthousiast publiek, organiseerden Rodgers en Edwards een reünie van de band. Ze namen een nieuw album (CHIC-ism) en single (Chic Mystique) op die beide de hitparades haalden en toerden over de hele wereld, met zowel kritische bijval als zeer enthousiaste fans. Drummer Thompson maakte geen deel meer uit van de herrezen formatie. Ook de originele Chic-zangeressen deden niet meer mee. De nieuwe frontdames werden Sylver Logan Sharp en Jenn Thomas.
In 1996 werd Rodgers door Billboard Magazine geëerd als "Top Producer in The World". Dat jaar trad hij samen met Bernard Edwards, Sister Sledge, Simon le Bon en Slash op voor een serie herinneringsconcerten in Japan, die een overzicht van zijn werk gaven. Helaas overleed Edwards in Japan in de nacht na het derde en laatste optreden aan een longontsteking. Van dit optreden zijn audio- en video-opnamen gemaakt, die in 1999 werden uitgebracht op cd en dvd.
In 2003 overleed ook Tony Thompson (aan kanker) op 48-jarige leeftijd.
Na de dood van Edwards en Thompson blies Nile Rodgers Chic nieuw leven in. Rodgers toert sindsdien met enige regelmaat over de wereld met de band.

## Discografie

### Hitnoteringen in Nederland
| Single met eventuele hitnotering(en) in de Nederlandse Top 40 | Datum van verschijnen | Datum van binnenkomst | Hoogste positie | Aantal weken | Opmerkingen                                 |
| ------------------------------------------------------------- | --------------------- | --------------------- | --------------- | ------------ | ------------------------------------------- |
| Dance dance dance (Yowsah, yowsah, yowsah)                    |                       | 25-3-1978             | 37              | 3            |                                             |
| Le freak                                                      |                       | 16-12-1978            | 2               | 13           |                                             |
| I want your love                                              |                       | 17-3-1979             | 14              | 6            |                                             |
| Good times                                                    |                       | 7-7-1979              | 17              | 6            |                                             |
| My forbidden lover                                            |                       | 20-10-1979            | 23              | 5            |                                             |
| Hangin'                                                       |                       | 13-11-1982            | tip4            |              |                                             |
| You are beautiful                                             |                       | 28-1-1984             | 6               | 8            |                                             |
| Party everybody                                               |                       | 10-3-1984             | tip10           |              |                                             |
| Jack le freak (Remix 'Le Freak')                              |                       | 14-11-1987            | 8               | 7            |                                             |
| Chic mystique                                                 |                       | 14-3-1992             | 21              | 6            |                                             |
| Your love                                                     |                       | 30-5-1992             | tip10           |              |                                             |
| Sensitivity                                                   |                       | 26-8-2006             | 21              | 5            | met Shapeshifters / Dancesmash op Radio 538 |

### CHIC-albums
| Titel | Hoogste positie in Billboard magazine |
| CHIC lp (Atlantic 1977) 1. "Dance Dance Dance (Yowsah Yowsah Yowsah)" 2. "São Paulo" 3. "You Can Get By" 4. "Everybody Dance" 5. "Est-ce Que (C'est CHIC)" 6. "Falling In Love With You" 7. "Strike Up The Band"                                                                                    | Pop Albums: #27 R&B: #12              |
| C'est CHIC lp (Atlantic 1978) 1. "CHIC Cheer" 2. "Le Freak" 3. "Savoir Faire" 4. "Happy Man" 5. "I Want Your Love" 6. "At Last I Am Free" 7. "Sometimes You Win" 8. "(Funny) Bone" | Pop Albums: #4 R&B: #1                |
| Risqué lp (Atlantic 1979) 1. "Good Times (song)\|Good Times" 2. "A Warm Summer Night" 3. "My Feet Keep Dancing" 4. "My Forbidden Lover" 5. "Can't Stand To Love You" 6. "Will You Cry" 7. "What About Me"                                                                                           | Pop Albums: #5 R&B: #2                |
| Real People lp (Atlantic 1980) 1. "Open Up" 2. "Real People" 3. "I Loved You More" 4. "I Got Protection" 5. "Rebels Are We" 6. "Chip Off The Old Block" 7. "26" 8. "You Can't Do It Alone" | Pop Albums: #30 R&B: #8               |
| Take It Off lp (Atlantic 1981) 1. "Stage Fright" 2. "Burn Hard" 3. "So Fine" 4. "Flash Back" 5. "Telling Lies" 6. "Your Love Is Cancelled" 7. "Would You Be My Baby" 8. "Take It Off" 9. "Just Out Of Reach" 10. "Baby Doll"                                                                        | Pop Albums: #124 R&B: #36             |
| Tongue In CHIC lp (Atlantic 1982) 1. "Hangin'" 2. "I Feel Your Love Comin' On" 3. "When You Love Someone" 4. "CHIC (Everybody Say)" 5. "Hey Fool" 6. "Sharing Love" 7. "City Lights" | Pop Albums: #173 R&B: #47             |
| Believer lp (Atlantic 1983) 1. "Believer" 2. "You Are Beautiful" 3. "Take A Closer Look" 4. "Give Me The Lovin'" 5. "Show Me Your Light" 6. "You Got Some Love For Me" 7. "In Love With Music" 8. "Party Everybody"                                                                                 | ?                                     |
| CHIC-ism cd (Warner 1992) 1. "CHIC Mystique" 2. "Your Love" 3. "Jusagroove" 4. "Something You Can Feel" 5. "One And Only One" 6. "Doin' That Thing To Me" 7. "CHIC-ism" 8. "In It To Win It" 9. "My Love's For Real" 10. "Take My Love" 11. "High" 12. "M.M.F.T.C.F." 13. "CHIC Mystique (Reprise)" | Pop Albums: #? R&B: #39               |

### Singles
| Jaar | Titel                                               | Hitnoteringen | Hitnoteringen | Hitnoteringen | Album                   |
| Jaar | Titel                                               | US Hot 100    | US R&B        | US Club Play  | Album                   |
| 1977 | CHIC - Dance, Dance, Dance (Yowsah, Yowsah, Yowsah) | 6             | 6             | 1             | CHIC                    |
| 1977 | CHIC - Everybody Dance                              | 38            | 12            | 1             | CHIC                    |
| 1978 | Norma Jean Wright - Saturday                        | -             | -             | 10            | Norma Jean              |
| 1978 | CHIC - Le Freak                                     | 1             | 1             | 1             | C'est CHIC              |
| 1978 | CHIC - I Want Your Love                             | 7             | 5             | 1             | C'est CHIC              |
| 1979 | Sister Sledge - He's The Greatest Dancer            | 9             | 1             | 1             | We Are Family           |
| 1979 | Sister Sledge - We Are Family                       | 2             | 1             | 1             | We Are Family           |
| 1979 | Sister Sledge - Lost In Music                       | -             | 35            | -             | We Are Family           |
| 1979 | Norma Jean Wright - High Society                    | -             | -             | 92            | -                       |
| 1979 | CHIC - Good Times                                   | 1             | 1             | 1             | Risqué                  |
| 1979 | CHIC - My Forbidden Lover                           | 43            | 33            | 3             | Risqué                  |
| 1979 | CHIC - My Feet Keep Dancing                         | -             | 42            | -             | Risqué                  |
| 1980 | Sheila & B. Devotion - Spacer                       | -             | 28            | 44            | King Of The World       |
| 1980 | Sister Sledge - Got To Love Somebody Today          | 64            | 6             | 34            | Love Somebody Today     |
| 1980 | Sister Sledge - Reach Your Peak                     | -             | 21            | 34            | Love Somebody Today     |
| 1980 | Sister Sledge - Let's Go On Vacation                | -             | 63            | -             | Love Somebody Today     |
| 1980 | Diana Ross - Upside Down                            | 1             | 1             | 1             | diana                   |
| 1980 | Diana Ross - I'm Coming Out                         | 5             | 5             | 1             | diana                   |
| 1980 | CHIC - Rebels Are We                                | 61            | 8             | 29            | Real People             |
| 1980 | CHIC - Real People                                  | 79            | 51            | -             | Real People             |
| 1981 | Debbie Harry - Backfired                            | 43            | 71            | 29            | Koo Koo                 |
| 1981 | Debbie Harry - The Jam Was Moving                   | 82            | -             | -             | Koo Koo                 |
| 1981 | CHIC - Stage Fright                                 | -             | 34            | -             | Take It Off             |
| 1982 | CHIC - Soup For One                                 | 80            | 14            | -             | Soup For One Soundtrack |
| 1982 | CHIC - Hangin'                                      | -             | 48            | -             | Tongue In CHIC          |
| 1983 | CHIC - Give Me The Lovin'                           | -             | 57            | -             | Believer                |
| 1987 | CHIC - Jack Le Freak                                | -             | -             | 15            | -                       |
| 1992 | CHIC - CHIC Mystique                                | -             | 48            | 1             | CHIC-ism                |
| 1992 | CHIC - Your Love                                    | -             | -             | 3             | CHIC-ism                |

### NPO Radio 2 Top 2000
| Nummers met noteringen in de NPO Radio 2 Top 2000 | '99 | '00  | '01 | '02  | '03  | '04 | '05  | '06  | '07  | '08  | '09  | '10  | '11  | '12  | '13  | '14  | '15  | '16 | '17  | '18  | '19  | '20  | '21  | '22  | '23  |
| ------------------------------------------------- | --- | ---- | --- | ---- | ---- | --- | ---- | ---- | ---- | ---- | ---- | ---- | ---- | ---- | ---- | ---- | ---- | --- | ---- | ---- | ---- | ---- | ---- | ---- | ---- |
| Good times                                        | -   | 1934 | -   | -    | -    | -   | -    | -    | -    | -    | -    | -    | -    | -    | -    | -    | -    | -   | -    | -    | -    | -    | -    | -    | -    |
| Le Freak                                          | 845 | 861  | 980 | 1259 | 1533 | 915 | 1444 | 1361 | 1326 | 1263 | 1933 | 1583 | 1838 | 1693 | 1172 | 1153 | 1330 | 968 | 1318 | 1522 | 1647 | 1465 | 1584 | 1803 | 1660 |

1. ↑  Een '-' betekent dat het nummer niet was genoteerd en een vetgedrukt getal geeft de hoogste notering van een nummer aan.
2. ↑  Deze tabel is bijgewerkt tot en met de laatste editie (2024).

## In populaire cultuur
- Het nummer Chic Cheer werd gebruikt als achtergrondmuziek in een sketch van Jacobse en Van Es. Dingetje maakte de Nederlandstalige cover Dit is de zender van Illegale Joop.
- Het nummer Le Freak werd gebruikt in een commercial van Remia fritessaus voor het nieuwe product "Freak Sauce", waarbij de fritesmaker het woord "freak out" uitsprak als "freak sauce". Ook tijdens de Freaknacht op 3FM wordt in een jingle om de lijst Freak 11 aan te kondigen "freak out" uitgesproken als "freak 11".
- Het nummer Good Times werd vanaf zomer 2021 door NPO Radio 2 gebruikt als jingle ter aankondiging van het eerste nummer na het 9 uur-journaal op de vrijdagochtend.